# Margaretha af Ugglas
Baroness (Friherrinna) Märta Margaretha af Ugglas (Geburtsname: Märta Margaretha Stenbeck; * 5. Januar 1939 in Stockholm) ist eine schwedische Wirtschaftsmanagerin und Politikerin der Moderaten Sammlungspartei (Moderata samlingspartiet).

## Biografie
Nach dem Schulbesuch begann sie 1961 ein Studium der Betriebswirtschaftslehre und war zeitweise Gaststudentin in den Vereinigten Staaten im mit einem Stipendium des Harvard-Radcliffe-Programms. Nach ihrer Rückkehr nach Schweden setzte sie das Studium an der Handelshochschule Stockholm fort und schloss dieses 1964 als Ökonomin ab. Zwischen 1966 und 1967 war sie Mitarbeiterin der Wirtschaftszeitung Veckans Affärer.
Später wechselte sie in die Privatwirtschaft und war von 1970 bis 1983 Vorstandsmitglied des Investmentunternehmens AB Kinnevik sowie zugleich von 1970 bis 1974 von Sandvik AB, einem der größten Industrieunternehmen Schwedens. Des Weiteren war sie Mitglied der Vorstände von Bulten-Kanthal AB (1972 bis 1980), des Bergbauunternehmens Boliden AB (1978 bis 1985) sowie seit 1979 des Tabak- und Streichholzherstellers Swedish Match.
Daneben wurde sie Mitglied der Moderata samlingspartiet, in dessen Führungsgremien sie aufstieg. Zwischen 1974 und 1995 vertrat sie die Interessen der Moderaten Sammlungspartei im Reichstag. Während dieser Zeit war sie zunächst von 1982 bis 1983 stellvertretendes Mitglied, dann bis 1986 Mitglied und schließlich von 1986 bis 1992 wieder stellvertretendes Mitglied des Parlamentarischen Versammlung des Europarates.
Am 4. Oktober 1991 wurde sie von Ministerpräsident Carl Bildt zur Außenministerin ernannt und behielt dieses Amt bis zum Ende von Bildts Amtszeit am 7. Oktober 1994.
Während ihrer Amtszeit war sie vom 1. Januar bis zum 31. Dezember 1993 amtierende Vorsitzende der Organisation für Sicherheit und Zusammenarbeit in Europa (OSZE) sowie Vorsitzende des Ministerkomitees des Europarates.
Am 20. Juni 1994 empfing der schwedische König Karl Gustav eine Gruppe von 40 Balten im Königlichen Schloss von Stockholm; während des Empfangs entschuldigte sich die Außenministerin Margaretha af Ugglas im Namen der Regierung für den übereilten und fehlerhaften Beschluss zur Auslieferung von Balten aus Schweden nach dem Ende des Zweiten Weltkrieges.
Nach ihrem Ausscheiden aus der Regierung war sie zwischen Oktober 1994 und Januar 1995 Vizevorsitzende des Auswärtigen Ausschusses des Reichstages.
Zwischen Januar und Oktober 1995 war sie Mitglied des 4. Europäischen Parlamentes und war dort als Vertreterin der Fraktion der Europäischen Volkspartei (Christdemokraten) Mitglied des Auswärtiges, Sicherheits- und Verteidigungspolitik.